# Niels Henrik Abel
Niels Henrik Abel, född 5 augusti 1802, död 6 april 1829, var en norsk matematiker.  

## Betydelse
Niels Henrik Abel bevisade att det är omöjligt att lösa den allmänna femtegradsekvationen genom algebraiska operationer. Han gjorde också stora insatser inom teorin för de elliptiska funktionerna. Han har givit namn åt Abelpriset, liksom även matematiska begrepp som Abelsk grupp, Abelsk varietet och Abels sats. 

## Biografi
Niels Henrik Abel föddes på Finnøy prästgård i Rogaland fylke. Han växte upp i Gjerstad i nuvarande Agder fylke, dit fadern kom som präst, liksom dennes fader före honom. 1815 kvalificerade sig Abel för studier vid Katedralskolen i Christiania (Oslo). Där läste han under Bernt Michael Holmboe, som senare avancerade till professor vid stadens nyss (1811) instiftade  universitet. 

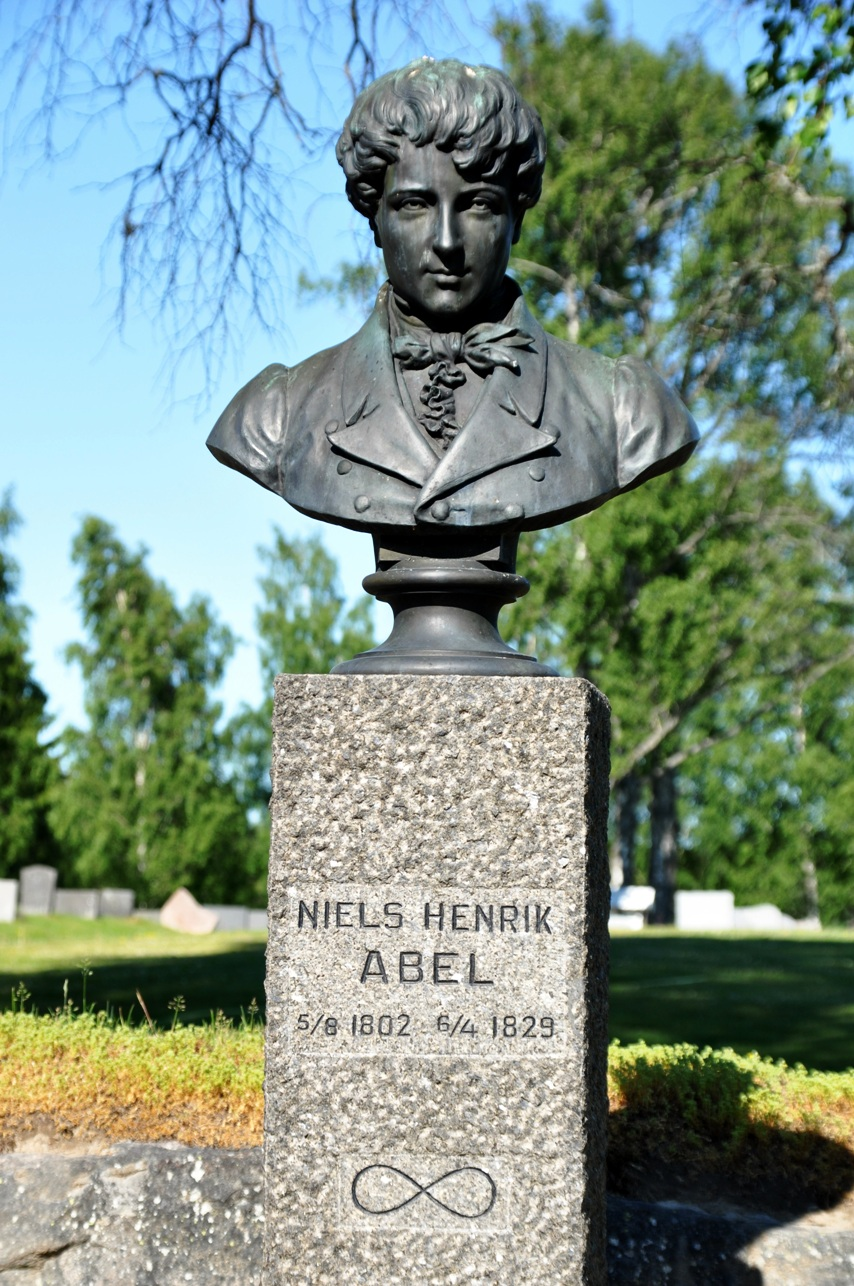
Minnesmärke för Niels Henrik Abel vid Gjerstads kyrka.

Fadern dog 1820 och Abel var på grund av fattigdom tvungen att lita till stöd från välgörare. 1823 mottog Abel en penninggåva av professor Søren Rasmussen varefter Abel kunde avresa till Köpenhamn för att lägga fram en del matematiska resultat för professor Søren Degen. I Köpenhamn mötte Abel sin stora kärlek, fröken Christine Kemp. 1824 lät Abel på egen bekostnad trycka den avhandling i vilken han kunde bevisa att det är omöjligt att lösa den allmänna femtegradsekvationen genom algebraiska operationer. 
Efter att ha fått ett stipendium av Stortinget kunde Abel fortsätta till Berlin där han träffade August Crelle och publicerade några arbeten i den av honom utgivna tidskriften Journal für die reine und angewandte Mathematik. Han var under denna tid bosatt på adressen Am Kupfergraben 4a, där idag en minnestavla över Abel finns. Sedan påbörjade han en resa som, via Italien, förde honom till Paris. Abel presenterade där några av sina slutsatser för vetenskapsakademin, dock utan att det ledde till att han uppmärksammades. 1827 reste Abel tillbaka till Christiania sedan han ådragit sig tuberkulos. 
Innan sjukdomen tog Abels liv hann det ljusna något för honom. Han nådde resultat vad gällde elliptiska funktioner, och han fick en tjänst på universitetet och vid militärhögskolan. Krafter i Berlin, i synnerhet August Crelle, verkade för att Abel där skulle tilldelas en professur. Julen 1828 kom han till Froland i Aust-Agder för att fira högtiden med Christine Kemp, som arbetade där som guvernant. Abel insjuknade redan under helgen, men dödskampen var inte över förrän i april. Abel dog således i relativ fattigdom strax innan han skulle ha fått veta att han utnämnts till professor vid Berlins universitet, då brevet som meddelade utnämningen skrevs av Crelle endast någon dag efter Abels bortgång. Niels Henrik Abel begravdes vid Froland kirke i Aust-Agder fylke.

## Hedersbevisningar

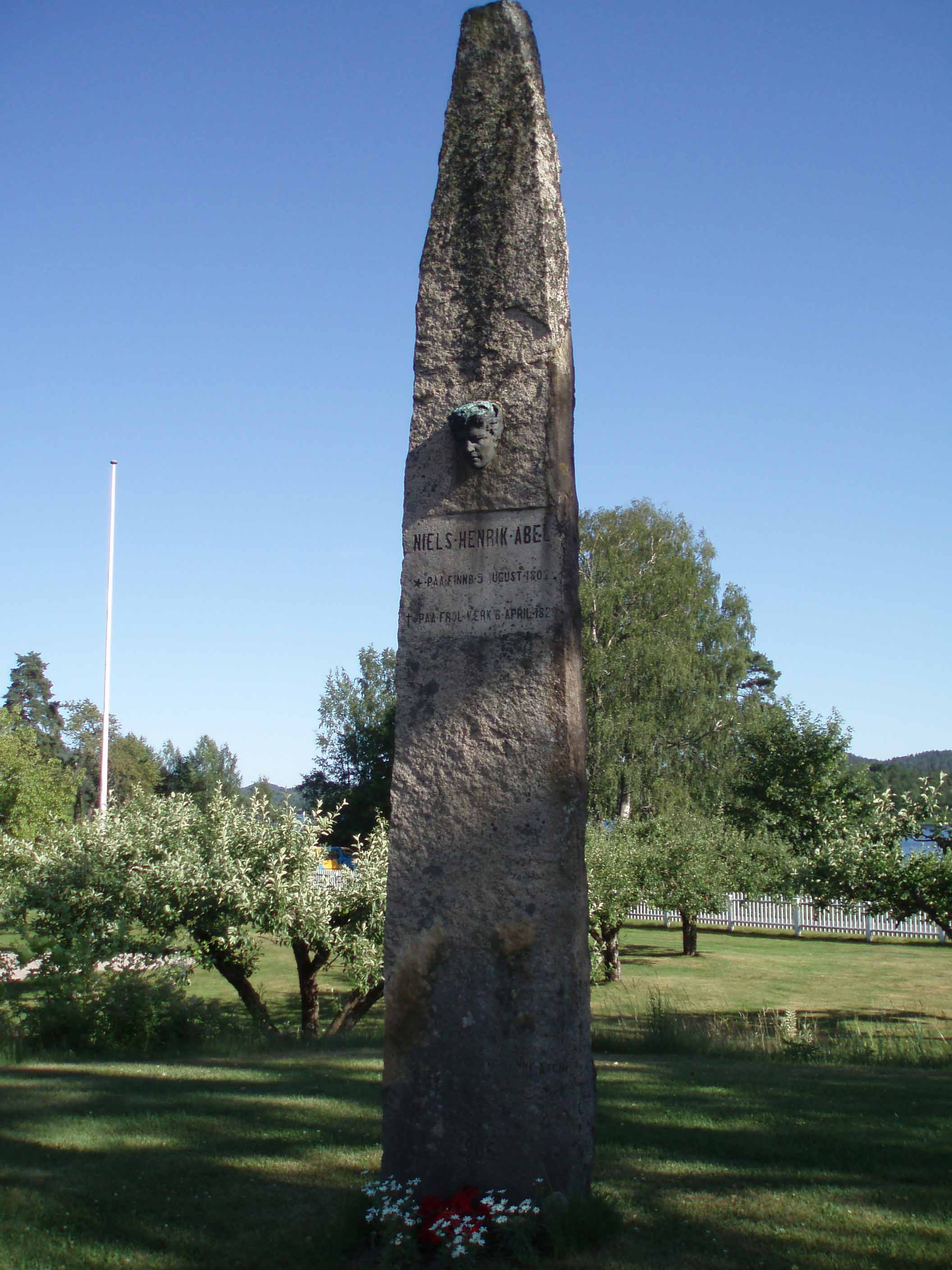
Gustav Vigelands Abelmonument

Niels Henrik Abel har, efter sin död, erhållet flertal olika hedersbevisningar. Abelpriset är uppkallat till hans ära. Till minne av Abel restes 1908 ett monument signerat Gustav Vigeland i Slottsparken i Oslo. Ön Abeløya i ögruppen Kong Karls land och månkratern Abel och asteroiden 8525 Nielsabel är uppkallade efter honom. Han har även porträtterats på norska frimärken och sedlar.